# Kill (film, 2023)
Pour les articles homonymes, voir Kill.
Pour plus de détails, voir Fiche technique et Distribution.
Kill est un thriller d'action indien en langue hindi de 2023 réalisé par Nikhil Nagesh Bhat et produit par Karan Johar, Guneet Monga, Apoorva Mehta et Achin Jain via Dharma Productions et Sikhya Entertainment . Le film est inspiré d'événements réels et met en vedette Lakshya (dans son premier long métrage) aux côtés de Raghav Juyal, Ashish Vidyarthi, Harsh Chhaya, Tanya Maniktala et Abhishek Chauhan,,.
Kill a été présenté en avant-première au Festival international du film de Toronto le 7 septembre 2023, où il a été finaliste pour le People's Choice Award : Midnight Madness,,. Il a également été projeté à l'Etrange Festival 2024 où il remporte le Grand Prix Nouveau Genre,. Il sort en salles en France le 11 septembre 2024 distribué par Originals Factory.

## Synopsis
Amrit Rathod, membre des forces spéciales au sein du National Security Guard part avec son ami et collègue Viresh rejoindre Tulika, la femme dont il est amoureux et dont le père, un riche industriel, veut marier à un autre. Alors qu'Amrit retrouve Tulika dans un train vers New Dehli, ils se retrouvent en prise avec une famille élargie de bandits venue braquer les voyageurs.

## Fiche technique
- Titre : Kill
- Titre original : किल
- Réalisation : Nikhil Nagesh Bhat
- Scénario : Nikhil Nagesh Bhat et Ayesha Syed
- Production : Karan Johar, Aliya Curmally, Hiroo Johar, Raunaq Bajaj, Achin Jain, Apoorva Mehta, Guneet Monga
- Sociétés de production : Dharma Productions
- Musique : Ketan Jodhar
- Costumes : Rohit Chaturvedi
- Pays d'origine :  Inde
- Langue : Hindi
- Son : Subash Sahoo
- Genre : Action, Thriller
- Dates de sorties :  États-Unis : 4 juillet 2024,  Inde : 5 juillet 2024,  France : 11 septembre 2024,
- Classification : 
  -  Inde : Classé A
  -  France : Interdit aux moins de 16 ans
  -  États-Unis : R

## Distribution
- Lakshya (VF : Arthur Perdreau) : Amrit Rathod, un commando NSG
- Raghav Juyal (VF : Pascal Nowak) : Fani
- Tanya Maniktala (VF : Julie Ghallab) : Tulika Singh
- Abhishek Chauhan (VF : Jean-François Vitale) : Viresh Chatwal
- Ashish Vidyarthi (VF : Stéphane Cornicard) : Beni
- Devang Bagga (VF : Morgan Sebode) : Ravi
- Chhaya dure (VF : Denis Michallet) : Baldev Singh Thakur
- Adrija Sinha : Ahaana Singh
- Meenal Kapoor (VF : Caroline Roussel) : mère de Tulika
- Avanish Pandey : TTE
- Parth Tiwari : Siddhi
- Akshay Vichare : Ujala
- Jitendra Kumar Sharma : Akhilesh Jha, le garde du train
- Rupesh Kumar Charanpahari : Bishnu
- Sahil Gangurde : Badlu
- Priyam Gupta : Kulli
- Vivek Kashyap : Mukund
- Sameer Kumar : Bechan
- Calib Logan : Brahmeshwar
- Moses Marton : Murari
- Riyaz Khan : Surajbhan
- Shakti Singh : Laddan
- Shivam Parmar : l'ami d'Amrit
- Bilal Kazi
- Pechap Kumar

Adaptation par Philippe Girard et Christophe Hespel en directeur artistique.
Source : carton de doublage à la fin du Blu-ray français édité par Originals Factory.

## Sortie

### Accueil critique
En France, le site Allociné donne une moyenne de 3,5⁄5, d'après l'interprétation de 22 critiques de presse.

## Distinctions

### Récompense
- L'Étrange Festival 2024 : Grand Prix Nouveau Genre

### Sélections
- Festival international du film de Toronto 2023 : sélection en section Midnight Madness
- Festival international du film fantastique de Neuchâtel 2024 : sélection en section Ultra movies